# Anomophysis spinosa
Anomophysis spinosa là một loài bọ cánh cứng trong họ Cerambycidae.